# Tweede Kamerverkiezingen 2006/Kandidatenlijst/ChristenUnie
De kandidatenlijst voor de Tweede Kamerverkiezingen 2006 van de ChristenUnie werd op 30 september 2006 door het Uniecongres van de partij vastgesteld. Voorzitter van de selectiecommissie was Ad de Boer. 
De eerste zes personen werden ook daadwerkelijk gekozen. De nummers 7 en 8 kwamen later in de Kamer doordat André Rouvoet en Tineke Huizinga-Heringa zitting namen in het kabinet-Balkenende IV.

## De lijst
- vet: verkozen
- schuin: voorkeurdrempel overschreden

1. André Rouvoet - 342.205 stemmen
2. Arie Slob - 4.612
3. Tineke Huizinga-Heringa - 26.258
4. Joël Voordewind - 1.849
5. Cynthia Ortega-Martijn - 2.761
6. Ernst Cramer - 631
7. Esmé Wiegman-van Meppelen Scheppink[1] - 1.386
8. Ed Anker[1] - 736
9. Martine van Meekeren-Vonk - 2.373
10. Rogier Havelaar - 1.309
11. Gertine van Ingen-ten Brinke - 323
12. Simone Kennedy-Doornbos - 369
13. Gijsbert van den Brink - 329
14. Koen de Snoo - 204
15. Herman Timmermans - 127
16. Gerdien Rots - 370
17. Arthur Vlaardingerbroek - 128
18. Melis van de Groep - 123
19. Freek Brouwer - 340
20. Tjitske Kuiper-de Haan - 260
21. Marcel Companjen - 355
22. Aike Kamsteeg - 205
23. Leon Meijer - 1.779
24. Marien Bikker - 107
25. Jan van Eijsden - 105
26. Marcel Benard - 125
27. Klaas Tigelaar - 211
28. Janine Clement-de Jonge - 229
29. Rita Klapwijk - 1.160